# Lukovo (miasto Vranje)
Lukovo (cyr. Луково) – wieś w Serbii, w okręgu pczyńskim, w mieście Vranje. W 2011 roku liczyła 126 mieszkańców.